# 東川篤哉
東川 篤哉（ひがしがわ とくや、1968年 -）は、日本の小説家、推理作家。広島県尾道市生まれ。山口県立豊浦高等学校、鹿児島高等学校を経て、岡山大学法学部を卒業。
2013年6月から2017年6月まで本格ミステリ作家クラブ事務局長、2017年6月からは第5代会長を務める。

## 経歴

### 生い立ち
大学卒業後、ガラス壜メーカーの経理部門に勤務していたが、26歳で退社。以後8年間は月収12万円 - 13万円のアルバイト（本の仕分けやコンサートスタッフなど）で生活し、「一寸先はホームレスかという生活」だった。
1996年、東 篤哉名義で投稿した「中途半端な密室」が鮎川哲也が編集を務める公募短編アンソロジー『本格推理8 悪夢の創造者たち』に採用される。本格推理シリーズにはその後も「南の島の殺人」「竹と死体と」「十年の密室・十分の消失」の3編が採用された（これら4編はのちに『中途半端な密室』にまとめられた）。

### 作家デビュー後
2002年、『密室の鍵貸します』でKappa-One登竜門の第一期として有栖川有栖の推薦を受け本格的に作家デビュー。
脱力系ユーモア本格ミステリの気鋭として知られる。
2010年発表の『謎解きはディナーのあとで』は初版7000部だったが、口コミなどでじわじわと部数を伸ばし、シリーズ累計320万部を突破し、ベストセラー作家の仲間入りを果たした。

## 人物
インターネットや携帯電話は使ったことが無く、情報を得るのはもっぱらテレビや新聞。会社勤めの時はまだポケベル時代で、使う機会も買う機会も無く今までずるずるきてしまったからだというが、今後も使う予定は無いという。
実家が熊本県菊池市にあるということもあり、大都市以外では帰省を兼ねて度々熊本でもトークショーやサイン会を行っている。架空の地方都市である烏賊川市を舞台にしたデビュー作以来のシリーズを除いては、東京西郊の実在地名に舞台をとって地域固定で事件を展開するシリーズが多く、国立、国分寺、武蔵溝ノ口＋武蔵新城、西荻窪＋荻窪、平塚、八王子などがこれまで舞台となっている。
広島東洋カープのファンであり、カープ女子が探偵役を務める連作「野球が好きすぎて」を上梓している。また「謎解きはディナーのあとで」シリーズの「二股にはお気をつけください」（シリーズ第1作「謎解きはディナーのあとで」に収録）では広島から阪神にFA移籍していた当時の新井貴浩をネタにした場面が存在する。

## 文学賞受賞・候補歴
- 2011年 - 『謎解きはディナーのあとで』で第8回本屋大賞受賞[1]、第11回本格ミステリ大賞（小説部門）候補[10]。
- 2012年 - 『放課後はミステリーとともに』で第65回日本推理作家協会賞（長編および連作短編集部門）候補。
- 2014年 - 「春の十字架」で第67回日本推理作家協会賞（短編部門）候補。
- 2015年 - 「ゆるキャラはなぜ殺される」で第68回日本推理作家協会賞（短編部門）候補。

## ミステリ・ランキング
- 週刊文春ミステリーベスト10
  - 2010年 - 『謎解きはディナーのあとで』10位

- このミステリーがすごい!
  - 2018年 - 『探偵さえいなければ』31位
  - 2023年 - 『仕掛島』24位

- 本格ミステリ・ベスト10
  - 2003年 - 『密室の鍵貸します』29位
  - 2006年 - 『交換殺人には向かない夜』6位、『館島』11位
  - 2007年 - 『殺意は必ず三度ある』15位
  - 2010年 - 『ここに死体を捨てないでください！』8位
  - 2011年 - 『謎解きはディナーのあとで』9位
  - 2012年 - 『放課後はミステリーとともに』9位
  - 2015年 - 『純喫茶「一服堂」の四季』16位
  - 2018年 - 『探偵さえいなければ』22位
  - 2023年 - 『仕掛島』9位、『スクイッド荘の殺人』28位

- ミステリが読みたい!
  - 2009年 - 『もう誘拐なんてしない』9位

## 作品リスト

### 烏賊川市シリーズ
- 密室の鍵貸します（2002年4月 光文社 カッパ・ノベルス / 2006年2月 光文社文庫）
- 密室に向かって撃て!（2002年10月 光文社 カッパ・ノベルス / 2007年6月 光文社文庫）
- 完全犯罪に猫は何匹必要か?（2003年8月 光文社 カッパ・ノベルス / 2008年2月 光文社文庫）
- 交換殺人には向かない夜（2005年9月 光文社 カッパ・ノベルス / 2010年9月 光文社文庫）
- ここに死体を捨てないでください!（2009年8月  光文社 / 2012年9月 光文社文庫）
- はやく名探偵になりたい（2011年9月 光文社 / 2014年1月 光文社文庫）※短編集
  - 収録作品：藤枝邸の完全なる密室 / 時速四十キロの密室 / 七つのビールケースの問題 / 雀の森の異常な夜 / 宝石泥棒と母の悲しみ
- 私の嫌いな探偵（2013年3月 光文社 / 2015年12月 光文社文庫）※短編集
  - 収録作品：死に至る全力疾走の謎 / 探偵が撮ってしまった画 / 烏賊神家の一族の殺人 / 死者は溜め息を漏らさない / 204号室は燃えているか？
- 探偵さえいなければ（2017年6月 光文社 / 2020年1月 光文社文庫）※短編集
  - 収録作品：倉持和哉の二つのアリバイ / ゆるキャラはなぜ殺される / 博士とロボットの不在証明 / とある密室の始まりと終わり / 被害者によく似た男
- スクイッド荘の殺人（2022年4月 光文社 / 2025年5月 光文社文庫）

### 鯉ヶ窪学園シリーズ
- 学ばない探偵たちの学園（2004年1月 実業之日本社 ジョイ・ノベルス / 2009年5月 光文社文庫）
- 殺意は必ず三度ある（2006年5月 実業之日本社 ジョイ・ノベルス / 2013年8月 光文社文庫）
- 放課後はミステリーとともに（2011年2月 実業之日本社 / 2013年10月 実業之日本社文庫 / 2021年1月 実業之日本社ジュニア文庫）
  - 収録作品：霧ケ峰涼の屈辱 / 霧ケ峰涼の逆襲 / 霧ケ峰涼と見えない毒 / 霧ケ峰涼とエックスの悲劇 / 霧ケ峰涼の放課後 / 霧ケ峰涼の屋上密室 / 霧ケ峰涼の絶叫 / 霧ケ峰涼の二度目の屈辱
- 探偵部への挑戦状 放課後はミステリーとともに2（2013年10月 実業之日本社）
  - 【改題】探偵部への挑戦状 放課後はミステリーとともに（2016年10月 実業之日本社文庫）
    - 収録作品：霧ケ峰涼と渡り廊下の怪人 / 霧ケ峰涼と瓢箪池の怪事件 / 霧ケ峰涼への挑戦 / 霧ケ峰涼と十二月のUFO / 霧ケ峰涼と映画部の密室 / 霧ケ峰涼への二度目の挑戦 / 霧ケ峰涼とお礼参りの謎
- 君に読ませたいミステリがあるんだ（2020年7月 実業之日本社 / 2023年8月 実業之日本社文庫）
  - 収録作品：文芸部長と『音楽室の殺人』 / 文芸部長と『狙われた送球部員』 / 文芸部長と『消えた制服女子の謎』 / 文芸部長と『砲丸投げの恐怖』 / 文芸部長と『エックス山のアリバイ』
- 朝比奈さんと秘密の相棒（2024年11月 実業之日本社）
  - 収録作品： 名探偵、密室に現る / 殺人が未遂だった話 / 生徒会役員室の攻防 / 天使はプールサイドに浮かぶ / 茶室に消えた少女

### 謎解きはディナーのあとでシリーズ
- 謎解きはディナーのあとで（2010年9月 小学館 / 2012年10月 小学館文庫 / 2017年5月 小学館ジュニア文庫）
  - 収録作品：殺人現場では靴をお脱ぎください / 殺しのワインはいかがでしょう / 綺麗な薔薇には殺意がございます / 花嫁は密室の中でございます / 二股にはお気をつけください / 死者からの伝言をどうぞ / 宝生家の異常な愛情（文庫版のみ）
- 謎解きはディナーのあとで 2（2011年11月 小学館 / 2013年11月 小学館文庫 / 2018年10月 小学館ジュニア文庫）
  - 収録作品：アリバイをご所望でございますか / 殺しの際は帽子をお忘れなく / 殺意のパーティにようこそ / 聖なる夜に密室はいかが / 髪は殺人犯の命でございます / 完全な密室などございません / 忠犬バトラーの推理？（文庫版のみ）
- 謎解きはディナーのあとで 3（2012年12月 小学館 / 2015年1月 小学館文庫 / 2019年11月 小学館ジュニア文庫）
  - 収録作品：犯人に毒を与えないでください / この川で溺れないでください / 怪盗からの挑戦状でございます / 殺人には自転車をご利用ください  / 彼女は何を奪われたのでございますか / さよならはディナーのあとで / 探偵たちの饗宴（文庫版・ジュニア文庫版のみ）
- 謎解きはディナーのあとで ベスト版（2019年12月 小学館文庫）
  - 収録作品：二股にはお気をつけください / アリバイをご所望でございますか / 犯人に毒を与えないでください / 殺意のお飲み物をどうぞ
- 新 謎解きはディナーのあとで（2021年3月 小学館 / 2024年8月 小学館文庫）
  - 収録作品：風祭警部の帰還 / 血文字は密室の中 / 墜落死体はどこから / 五つの目覚まし時計 / 煙草二本分のアリバイ / 若宮刑事に倫理観はあるのか？（文庫版のみ）
- 新 謎解きはディナーのあとで2（2024年9月 小学館）
  - 収録作品：笠原邸の殺人 / 灰色の血文字 / 浜辺のパラソルの問題 / 服を脱がされた男 / 四回殺された女

### 魔法使いマリィシリーズ
- 魔法使いは完全犯罪の夢を見るか？（2012年9月 文藝春秋 / 2015年4月 文春文庫）
  - 収録作品：魔法使いとさかさまの部屋 / 魔法使いと失くしたボタン / 魔法使いと二つの署名 / 魔法使いと代打男のアリバイ
- 魔法使いと刑事たちの夏 （2014年7月 文藝春秋 / 2017年5月 文春文庫）
  - 収録作品：魔法使いとすり替えられた写真 / 魔法使いと死者からの伝言 / 魔法使いと妻に捧げる犯罪 / 魔法使いと傘の問題
- さらば愛しき魔法使い（2017年4月 文藝春秋 / 2019年10月 文春文庫）
  - 収録作品：魔法使いと偽りのドライブ / 魔法使いと聖夜の贈り物 / 魔法使いと血文字の罠 / 魔法使いとバリスタの企み
- 魔法使いと最後の事件（2019年11月 文藝春秋 / 2022年10月 文春文庫）
  - 収録作品：魔法使いと幻の最終回 / 魔法使いと隠れたメッセージ / 魔法使いと5本の傘 / 魔法使いと雷の奇跡

### 安楽ヨリ子シリーズ
- 純喫茶「一服堂」の四季（2014年10月 講談社 / 2017年4月 講談社文庫）
  - 収録作品：春の十字架 / もっとも猟奇的な夏 / 切り取られた死体の秋 / バラバラ死体と密室の冬
- 居酒屋「一服亭」の四季（2021年9月 講談社 / 2024年2月 講談社文庫）
  - 収録作品：綺麗な脚の女 / 首を切られた男たち / 鯨岩の片脚死体 / 座っていたのは誰？

### 平塚おんな探偵の事件簿シリーズ
- ライオンの棲む街 〜平塚おんな探偵の事件簿1〜（2013年8月 祥伝社 / 2016年9月 祥伝社文庫）
  - 収録作品： 女探偵は眠らない / 彼女の爪痕のバラード / ひらつか七夕まつりの犯罪 / 不在証明は鏡の中 / 女探偵の密室と友情
- ライオンの歌が聞こえる 〜平塚おんな探偵の事件簿2〜（2015年6月 祥伝社 / 2018年7月 祥伝社文庫）
  - 収録作品：亀とライオン / 轢き逃げは珈琲の香り / 首吊り死体と南京錠の謎 / 消えたフィアットを捜して
- ライオンは仔猫に夢中 〜平塚おんな探偵の事件簿3〜（2017年9月 祥伝社 / 2020年4月 祥伝社文庫）
  - 収録作品：失われた靴を求めて / 密室から逃げてきた男 / おしゃべり鸚鵡を追いかけて / あの夏の面影

### 探偵少女アリサの事件簿シリーズ
- 探偵少女アリサの事件簿 溝ノ口より愛をこめて（2014年11月 幻冬舎 / 2016年10月 幻冬舎文庫）
  - 収録作品：名探偵、溝ノ口に現る / 名探偵、南武線に迷う / 名探偵、お屋敷で張り込む / 名探偵、球場で足跡を探す
- 探偵少女アリサの事件簿 今回は泣かずにやってます（2017年12月 幻冬舎 / 2020年10月 幻冬舎文庫）
  - 収録作品：名探偵、夏休みに浮かれる / 怪盗、溝ノ口に参上す / 便利屋、運動会でしくじる / 名探偵、笑いの神に翻弄される
- 探偵少女アリサの事件簿 さらば南武線（2021年11月 幻冬舎 / 2023年11月 幻冬舎文庫）
  - 収録作品：便利屋、クリスマスに慌てる / 名探偵、金庫破りの謎に挑む / 便利屋、消えた小学生に戸惑う / 名探偵、溝ノ口を旅立つ

### かがやき荘西荻探偵局シリーズ
- かがやき荘アラサー探偵局（2016年10月 新潮社）
  - 【改題】かがやき荘西荻探偵局（2019年4月 新潮文庫）
    - 収録作品：かがやきそうな女たちと法界院家殺人時件 / 洗濯機は深夜に回る / 週末だけの秘密のミッション / 委員会からきた男
- ハッピーアワーは終わらない かがやき荘西荻探偵局（2019年6月 新潮社）
  - 【改題】かがやき荘西荻探偵局2（2022年2月 新潮文庫）
    - 収録作品：若きエリートの悲劇 / ビルの谷間の犯罪 / 長谷川邸のありふれた密室 / 奪われたマントの問題

### 谷根千ミステリ散歩シリーズ
- 谷根千ミステリ散歩 中途半端な逆さま問題（2020年10月 KADOKAWA / 2023年6月 角川文庫）
  - 収録作品：足を踏まれた男 / 中途半端な逆さま問題 / 風呂場で死んだ男 / 夏のコソ泥にご用心
- 谷根千ミステリ散歩 密室の中に猫がいる（2025年7月 KADOKAWA）
  - 収録作品：密室の中に猫がいる / お墓の前で泣かないで / 大学祭で消えた男 / お巡りさんと『散歩』してみた件

### その他の作品
- 館島（2005年5月 東京創元社 ミステリ・フロンティア / 2008年7月 創元推理文庫）
- もう誘拐なんてしない（2008年1月 文藝春秋 / 2010年7月 文春文庫 / 2024年1月 文春文庫）
- 中途半端な密室（2012年2月 光文社文庫） - 初期短編集
  - 収録作品：中途半端な密室 / 南の島の殺人 / 竹と死体と / 十年の密室・十分の消失 / 有馬記念の冒険
- 伊勢佐木町探偵ブルース（2019年8月 祥伝社 / 2022年7月 祥伝社文庫）
  - 収録作品：過ちの報酬 / 尾行の顚末 / 家出の代償 / 酷暑の証明
- 野球が好きすぎて（2021年5月 実業之日本社 / 2024年6月 実業之日本社文庫）
  - 収録作品：カープレッドよりも真っ赤な嘘 / 2000本安打のアリバイ / タイガースが好きすぎて / パットン見立て殺人 / 千葉マリンは燃えているか
- うまたん ウマ探偵ルイスの大穴推理（2022年6月 PHP研究所）
  - 収録作品：馬の耳に殺人 / 馬も歩けば馬券に当たる / タテガミはおウマの命 / 大山鳴動して跳ね馬一頭 / 馬も歩けば泥棒に当たる
- 仕掛島（2022年9月 東京創元社）
- 博士はオカルトを信じない（2024年2月 ポプラ社）
  - 収録作品：天才博士とあの世からの声 / 天才博士と赤いワンピースの女 / 天才博士と幽体離脱の殺人 / 天才博士と昭和の幽霊 / 天才博士と靴跡のアリバイ

### アンソロジー
「」内が東川篤哉の作品
- 本格推理8 悪夢の創造者たち（1996年9月 光文社文庫）「中途半端な密室」※東篤哉名義
- 本格推理12 盤上の散歩者たち（1998年7月 光文社文庫）「南の島の殺人」※東篤哉名義
- 新・本格推理01 モルグ街の住人たち（2001年3月 光文社文庫）「竹と死体と」※東篤哉名義
- 新・本格推理02 黄色い部屋の殺人者（2002年3月 光文社文庫）「十年の密室・十分の消失」※東篤哉名義
- 本格ミステリ04（2004年6月 講談社ノベルス）「霧ケ峰涼の屈辱」
  - 【改題】深夜バス78回転の問題（2008年1月 講談社文庫）
- 本格ミステリ06（2006年6月 講談社ノベルス）「霧ケ峰涼の逆襲」
  - 【改題】珍しい物語のつくり方（2010年1月 講談社文庫）
- 本格ミステリ08（2008年6月 講談社ノベルス）「殺人現場では靴をお脱ぎください」
  - 【改題】見えない殺人カード（2012年1月 講談社文庫）
- 新・本格推理 特別編 不可能犯罪の饗宴（2009年3月 光文社文庫）「時速四十キロの密室」
- 名探偵に訊け（2010年9月 光文社カッパ・ノベルス / 2013年4月 光文社文庫）「殺人現場では靴をお脱ぎください」
- ベスト本格ミステリ2011（2011年6月 講談社ノベルス）「死者からの伝言をどうぞ」
  - 【改題】からくり伝言少女（2015年1月 講談社文庫）
- ベスト本格ミステリ2012（2012年6月 講談社ノベルス）「雀の森の異常な夜」
  - 【改題】探偵の殺される夜（2016年1月 講談社文庫）
- 謎の放課後 学校のミステリー（2013年11月 角川文庫）「霧ケ峰涼の屈辱」
- 驚愕遊園地（2013年11月 光文社 / 2016年5月 光文社文庫）「烏賊神家の一族の殺人」
- ザ・ベストミステリーズ 2014 推理小説年鑑（2014年5月 講談社）「春の十字架」
  - 【分冊・改題】Love 恋、すなわち罠 ミステリー傑作選（2017年10月 講談社文庫）
- ザ・ベストミステリーズ 2015 推理小説年鑑（2015年5月 講談社）「ゆるキャラはなぜ殺される」
  - 【分冊・改題】Acrobatic 物語の曲芸師たち ミステリー傑作選（2018年10月 講談社文庫）
- どうぶつたちの贈り物（2016年1月 PHP研究所）「馬の耳に殺人」
  - 【改題】世にもふしぎな動物園（2018年11月 PHP文芸文庫）
- 自薦 THE どんでん返し（2016年5月 双葉文庫）「藤枝邸の完全なる密室」
- 宝石ザミステリー Red（2016年8月 光文社）「とある密室の始まりと終わり」
- VS. こち亀 こちら葛飾区亀有公園前派出所ノベライズアンソロジー（2016年9月 集英社）「謎解きは葛飾区亀有公園の前で」
- 悪意の迷路（2016年11月 光文社 / 2019年5月 光文社文庫）「魔法使いと死者からの伝言」
- マウンドの神様（2017年6月 実業之日本社文庫）「カープレッドよりも真っ赤な嘘」
- 謎の館へようこそ 白 新本格30周年記念アンソロジー（2017年9月 講談社タイガ）「陽奇館（仮）の密室」
- ベスト本格ミステリ2018（2018年6月 講談社ノベルス）「カープレッドよりも真っ赤な嘘」
- 喧騒の夜想曲（2019年12月 光文社）「陽奇館（仮）の密室」
  - 【分冊・改題】喧騒の夜想曲 白眉編 Vol.2（2022年6月 光文社文庫）
- 本格王2020（2020年8月 講談社文庫）「アリバイのある容疑者たち」
- 超短編！ 大どんでん返し（2021年2月 小学館文庫）「早業殺人に必要なもの」
- あなたも名探偵（2021年2月 東京創元社）「アリバイのある容疑者たち」
- Day to Day（2021年3月 講談社 / 2021年3月 講談社【愛蔵版】）「5/9 真っ赤な嘘」
- 奸計の遁走曲（2022年12月 光文社）「大山鳴動して跳ね馬一頭」
- 密室ミステリーアンソロジー 密室大全（2023年7月 朝日文庫）「霧ケ峰涼の屋上密室」
- Jミステリー2023 FALL（2023年10月 光文社文庫）「どうして今夜の彼女は魅力的に映るんだろう」
- 本格王2024（2024年6月 講談社文庫）「じゃあ、これは殺人ってことで」
- ミステリなカフェ 午後３時の謎解きアンソロジー（2025年6月 双葉文庫）「春の十字架」

### 雑誌掲載作品（連載中含む）
- 烏賊川市シリーズ
  - 博士とロボットの密室（光文社『小説宝石』2018年10月号）
  - じゃあ、これは殺人ってことで（光文社『ジャーロ』No.86 2023 JANUARY）
  - 李下に冠を正せ（光文社『ジャーロ』No.97 2024 NOVEMBER）
  - 深夜プラス犬（光文社『ジャーロ』No.99 2025 MARCH）
- 探偵少女アリサの事件簿シリーズ
  - 家政婦さんが推理してみた〜被害者がノーパンだった件〜（2017年12月 幻冬舎【電子書籍】 / 幻冬舎『小説幻冬』2018年1月号）
- 平塚おんな探偵の事件簿シリーズ
  - 桜の花が咲くころに（祥伝社『小説NON』2017年7月号）
- 魔法使いマリィシリーズ
  - 魔法使いとおしどり夫婦の過ち（文藝春秋『オール讀物』2018年8月号）
- 謎解きはディナーのあとでシリーズ
  - 聖夜のボタン（小学館『STORY BOX』2023年2月号 - 2023年3月号）
- ノン・シリーズ
  - アリバイのある容疑者たち（東京創元社『ミステリーズ！』vol.93 FEBRUARY 2019【問題編】 - vol.94 APRIL 2019【解答編】）
  - 暮林紅子の誤算（東京創元社『紙魚の手帖』vol.16 APRIL 2024）
- エッセイ
  - うるせーぞ、てめえ！（実業之日本社『月刊ジェイ・ノベル』2016年3月号） - 年齢を巡るリレーエッセイに参加。Age47として執筆。

## メディア・ミックス

### WEBドラマ
- 放課後はミステリーとともに（2011年5月14日公開、主演：有末麻祐子） - WEB公開の前に新宿バルト9で限定劇場公開された

### ラジオドラマ
- 放課後はミステリーとともに（NHK-FM 青春アドベンチャー、2011年9月26日-9月30日 10月3日-10月7日、全10回、出演：朝倉あき 他）[11]
- 放課後はミステリーとともに『探偵部への挑戦状』（NHK-FM 青春アドベンチャー、2014年5月12日-5月16日 5月19日-5月23日、全10回、出演：朝倉あき 他）[12]

### ドラマCD
- 放課後はミステリーとともに（2011年12月 モモグレ、出演：福山潤 他）

### テレビドラマ
フジテレビ系
- 謎解きはディナーのあとで（2011年10月18日 - 12月20日、全10話、主演：櫻井翔、原作：『謎解きはディナーのあとで』『謎解きはディナーのあとで2』）
- 謎解きはディナーのあとで スペシャル（2012年3月27日、主演：櫻井翔、原作：完全な密室などございません『謎解きはディナーのあとで2』所収）
- もう誘拐なんてしない（2012年1月3日、主演：大野智）

TBS系
- 放課後はミステリーとともに（2012年4月23日 - 6月25日、全10話、主演：川口春奈）

テレビ朝日系
- 私の嫌いな探偵（2014年1月17日 - 3月7日、全8話、出演：剛力彩芽・玉木宏、原作：烏賊川市シリーズ）
- 探偵少女アリサの事件簿（2017年1月28日、主演：本田望結）

### 舞台
- 謎解きはディナーのあとで（2012年8月31日 - 9月9日、劇団「拙者ムニエル」、天王洲銀河劇場、主演：DAIGO、西山茉希）

### 映画
- 謎解きはディナーのあとで（2013年8月3日公開、配給：東宝、監督：土方政人、主演：櫻井翔）

### 漫画
- 謎解きはディナーのあとで（2011年11月 - 2012年8月 フラワーコミックス、全2巻、作画：川瀬あや）
- 放課後はミステリーとともに（2012年4月 マンサンコミックス、作画：若狭たけし、由河朝巳、井荻寿一、堀口純男、凪妖女）
- 探偵少女アリサの事件簿（2015年3月 - 2016年5月 バーズコミックススペシャル、全3巻、作画：森ゆきなつ）

## メディア出演
テレビ番組
- 宮崎美子のすずらん本屋堂（2013年1月8日、BSイレブン） - ゲスト出演。『謎解きはディナーのあとで3』や、大山誠一郎著『密室蒐集家』について等。